# В дальнем плавании
«В дальнем плавании» — советский приключенческий художественный фильм, снятый в 1945 году на Киевской киностудии — экранизация «Морских рассказов» Константина Станюковича.

## Сюжет
Парусный корвет «Витязь», на борту которого команда испытанных матросов и новичок Егорка, уходит в дальнее плавание. Героев ждут всевозможные приключения, опасности и победа над разбушевавшейся стихией в Тихом океане.

## В ролях
- Амвросий Бучма — боцман Дзюба
- Борис Дмоховский — Николай Фёдорович, капитан корвета «Витязь»
- Михаил Высоцкий — Василий Иванович Снегов, старший офицер
- Михаил Романов — барон Карл Иванович Берг
- Леонид Князев — мичман Лопатин
- Дмитрий Капка — матрос Иван Свистунов
- Владимир Шишкин — гардемарин Владимир Ошаров
- Юниор Шилов — гардемарин Александр Горелов
- Сергей Петров — Алексей Фёдорович, штурман
- Борис Карлаш-Вербицкий — матрос Федосеич
- Александр Кузнецов — молодой матрос Егорка Перцов
- Андрей Сова — писарь Аксёнов
- Владимир Освецимский — адмирал Горелов
- Аркадий Аркадьев — боцман Никифоров
- К. Зюбко — матрос Митрич
- А. Савченко — жена капитана
- Иван Матвеев — эпизод

## Съёмочная группа
- Автор сценария: Григорий Колтунов
- Режиссёр: Владимир Браун
- Оператор: Алексей Мишурин
- Художник: Иосиф Юцевич
- Звукорежиссёр: Н. Мина
- Монтажёр: К. Шаповалова
- Композитор: Юрий Милютин
- Текст песен: Анатолий Софронов

## Критика
По мнению критика Петра Багрова особняком стоят в творчестве В. Брауна экранизации морских рассказов К. М. Станюковича, составляющие своего рода трилогию. Наибольший интерес из них представляет «В дальнем плавании». Картина свободна от условностей — как жанровых, так и идеологических. Жизнь корвета, отправившегося в трехлетнее кругосветное плавание и на годы изолированного от окружающего мира, протекала по законам общечеловеческим, а не классово-социальным. По словам одного из героев: «Корабль — это не берег. Там поссорились и разошлись в разные стороны. А в море куда уйдете друг от друга?» Оказалось, что в фильмах Брауна возможны полноценные, противоречивые характеры (Борис Дмоховский, Михаил Романов и даже великий украинский актер Амвросий Бучма сыграли в картине едва ли не лучшие свои роли в кино, комик украинского театра Михаил Высоцкий впервые исполнил роль драматическую). Для зрителя становилось очевидным, что жизнь собаки важнее буквы устава и что не только дисциплина, а прежде всего нормальные человеческие отношения позволяют выжить в условиях чрезвычайных. В картине с антуражем из жизни XIX века сказывался психологический опыт военных лет СССР.